# Marian Sandu
Marian Sandu (* 5. Mai 1972 in Ploiești) ist ein rumänischer Ringer.

## Biografie
Marian Sandu nahm von 1992 bis 2004 an allen vier Olympischen Sommerspielen teil. Jedoch konnte er keine Medaille gewinnen.
Bei den Weltmeisterschaften 1998 gewann er die Silbermedaille. 2000 und 2003 wurde er Europameister.